# Ньы Куинь
Ньы Куинь (полное имя Нгуен Ньы Куинь (вьет. Nguyễn Như Quỳnh), род. 1954) — известная вьетнамская актриса, Заслуженная артистка Вьетнама (1988), Народная артистка Вьетнама (2007).

## Биография
В 1971 году закончила Вьетнамскую театральную школу (сегодня — Университет театра и кино, Ханой). Через два года сыграла одну из двух главных женских ролей в своём первом фильме «Фронтовая баллада» (1973), ещё через год — роль девушки Нет в фильме «Мы встретимся снова» (1974). Фильм «Фронтовая баллада» был награждён «Серебряным Лотосом» на 3-м Вьетнамском кинофестивале в 1975 году, и на этом-же фестивале Ньы Куинь получила своё первое официальное признание — была удостоена награды «Лучшая актриса» за роль Нет в фильме «Мы встретимся снова», а сам фильм был награждён «Золотым Лотосом».
В годы «вьетнамской перестройки», уже весьма известная вьетнамская актриса Ньы Куинь, благодаря ролям в совместных французско-вьетнамских фильмах «Индокитай» (1992), «Велорикша» (1995) и «Вертикальный луч солнца» (2000), становится известной и за пределами Вьетнама. В «Велорикше» она сыграла криминальную сайгонскую «Мадам», контролирующую городскую банду малолеток и принуждающую юного и неопытного Велорикшу работать на себя, в «Вертикальном луче солнца» — старшую из трёх сестёр в типичной обеспеченной ханойской семье.
В настоящее время актриса Ньы Куинь известна во Вьетнаме также и как поэт-любитель.
Владеет «Кафе Куинь» на улице Батдан в Ханое.

## Фильмография
| Год  |   | Русское название           | Оригинальное название          | Роль                 |
| ---- | - | -------------------------- | ------------------------------ | -------------------- |
| 1973 | ф | Фронтовая баллада          | Bài ca ra trận                 | Май                  |
| 1974 | ф | Мы встретимся снова        | Đến hẹn lại lên                | Нет                  |
| 1976 | ф | Святые праздники           | Ngày lễ Thánh                  | Ай                   |
| 1977 | ф | Первая любовь              | Mối tình đầu                   | Зьем Хыонг           |
| 1978 | ф | В Ханое птицы вьют гнёзда  | Hà Nội mùa chim làm tổ         | Нгует                |
| 1978 | ф |                            | Hi vọng cuối cùng'             | Нет                  |
|      | ф |                            | Duyên nợ                       | Хьен                 |
| 1984 | ф |                            | Đêm miền yên tĩnh              |                      |
| 1987 | ф |                            | Số đỏ                          | госпожа Ван Минь     |
| 1989 | ф |                            | Gánh hàng hoa                  | Льен                 |
| 1992 | ф | Индокитай                  | Indochine                      | Шао                  |
| 1995 | ф | Велорикша                  | Xích lô                        | «Мадам»              |
| 2000 | ф | Вертикальный луч солнца    | Mùa hè chiều thẳng đứng        | Старшая сестра Шионг |
| 2001 | ф |                            | Bến không chồng                |                      |
| 2004 | ф |                            | Những cô gái chân dài          |                      |
| 2005 | ф |                            | Hạt mưa rơi bao lâu            |                      |
| 2006 | ф | История Пао                | Chuyện của Pao                 |                      |
| 2006 | ф | Дочери китайского ботаника | 蝴蝶 / Les filles du botaniste |                      |
| 2006 | ф | Белое шёлковое платье      | Áo lụa Hà Đông                 | госпожа Фан          |
| 2007 | ф | Затмение в Сайгоне         | Sài Gòn Nhật thực              | госпожа Ту           |
| 2007 | ф |                            | Cô dâu vàng                    |                      |
| 2009 | ф | По течению                 | Chơi vơi                       | мать Хай             |
| 2011 | ф |                            | Tháng củ mật                   |                      |
| 2011 | ф |                            | Lời nguyền huyết ngải          |                      |
| 2012 | ф |                            | Những công dân tập thể         | госпожа Маи          |
| 2015 | ф |                            | Khép mắt chờ ngày mai          | госпожа Ми           |
| 2015 | ф |                            | Lời ru mùa đông                | госпожа Чыонг        |
| 2019 | ф |                            | Người vợ ba                    | госпожа Ву           |
| 2020 | ф |                            | Đừng bắt anh phải quên         | Ву Минь Чи           |